# Cameron Duke
Cameron Duke (Overland Park, Kansas, Estados Unidos, 13 de febrero de 2001) es un futbolista estadounidense que actualmente está sin equipo.

## Trayectoria
Nacido en Overland Park, Kansas, Duke se unió a la academia juvenil del Sporting Kansas City en 2012. Procedió a ascender a través de las filas del club antes de firmar un acuerdo de jugador profesional de cantera propia con el primer equipo del Sporting Kansas City el 18 de julio de 2019. Antes de firmar con el club, Duke se había comprometido a jugar al fútbol universitario con los Duke Blue Devils, pero decidió convertirse en profesional en su lugar.
El 30 de julio de 2020, Duke debutó como profesional con el Sporting Kansas City durante el MLS is Back Tournament contra el Philadelphia Union. Entró como sustituto en el minuto 84 cuando el Sporting Kansas City fue derrotado por 3-1.

## Selección nacional
Duke obtuvo su primera convocatoria con la selección sub-14 de Estados Unidos en 2013. El 9 de febrero de 2018, Duke debutó con la selección sub-18 contra Costa Rica, siendo titular en la victoria por 2-1.

## Estadísticas
Actualizado al último partido disputado el 25 de noviembre de 2021.
| Club                                | Div.          | Temporada     | Liga  | Liga  | Copas nacionales | Copas nacionales | Copas internacionales | Copas internacionales | Total | Total |
| Club                                | Div.          | Temporada     | Part. | Goles | Part.            | Goles            | Part.                 | Goles                 | Part. | Goles |
| ----------------------------------- | ------------- | ------------- | ----- | ----- | ---------------- | ---------------- | --------------------- | --------------------- | ----- | ----- |
| Sporting Kansas City Estados Unidos |               |               |       |       |                  |                  |                       |                       |       |       |
| 1.ª                                 | 2020          | 8             | 0     | 0     | 0                | ―                | ―                     | 8                     | 0     |       |
| 1.ª                                 | 2021          | 16            | 2     | 0     | 0                | ―                | ―                     | 16                    | 2     |       |
| Total club                          | Total club    | 24            | 2     | 0     | 0                | 0                | 0                     | 24                    | 2     |       |
| Total carrera                       | Total carrera | Total carrera | 24    | 2     | 0                | 0                | 0                     | 0                     | 24    | 2     |